# Coelichneumon orpheus
Coelichneumon orpheus är en stekelart som först beskrevs av Cresson 1864.  Coelichneumon orpheus ingår i släktet Coelichneumon och familjen brokparasitsteklar. Inga underarter finns listade i Catalogue of Life.